# Campeonato Potiguar Segunda Divisão 2016
In 2016 werd de negentiende editie van de Campeonato Potiguar Segunda Divisão gespeeld voor voetbalclubs uit de Braziliaanse staat Rio Grande do Norte. De competitie werd georganiseerd door de FNF en werd gespeeld van 10 september tot 23 oktober. Santa Cruz werd kampioen.
Atlético Potiguar verhuisde na 98 jaar van Natal naar Parnamirim.

## Eindstand
Indien het verschil tussen de eerste en de tweede groter is dan 3 punten wordt er geen finale gespeeld en wordt deze club kampioen.
| Plaats | Club                | Wed. | W | G | V | Saldo | Ptn. |
| ------ | ------------------- | ---- | - | - | - | ----- | ---- |
| 1.     | Santa Cruz de Natal | 8    | 7 | 0 | 1 | 15:4  | 21   |
| 2.     | Atlético Potiguar   | 8    | 5 | 0 | 3 | 13:9  | 15   |
| 3.     | Atlético Potengi    | 8    | 4 | 1 | 3 | 13:9  | 13   |
| 4.     | Força e Luz         | 8    | 3 | 0 | 5 | 11:16 | 9    |
| 5.     | Visão Celeste       | 8    | 0 | 1 | 7 | 6:20  | 1    |

|  | Kampioen |

## Kampioen
| Campeonato Potiguar de 2016 - Segunda Divisão |
| Rio Grande do Norte                           |
| --------------------------------------------- |
| SANTA CRUZ DE NATAL Kampioen (1° titel)       |